# Antoine Simon Durrieu
Antoine Simon Durrieu (Grenade-sur-l'Adour, 20 luglio 1775 – Saint-Sever, 8 aprile 1862) è stato un generale e politico francese.

## Biografia

### Le guerre rivoluzionarie e le guerre napoleoniche
Figlio di un notaio, studiò al seminario di Aire-sur-l'Adour che lasciò nel 1793 per intraprendere la carriera militare nella guardia nazionale di Bayonne. Nel 1795 divenne capitano dei volontari baschi, e successivamente entrò nell'armata orientale dei Pirenei. A seguito della pace conclusa con la Spagna, combatté in Italia ed in Tirolo coi generali Joubert e Belliard. Dopo la campagna di Malta, si distinse nella battaglia delle piramidi (21 luglio 1798) e nell'armata d'oriente comandata dal generale Bonaparte.
Dopo il suo ritorno in Francia per ragioni di salute, combatté coraggiosamente nelle battaglie di Engen, Meßkirch, Biberach, Marengo e Pozzolo. Rimase nel grado di capitano per quattordici anni. Ferito in Calabria agli ordini del generale Massena, venne nominato comandante di battaglione nel 1807 e fu promosso diciotto mesi dopo al grado di colonnello sul campo di battaglia di Wagram (5-6 luglio 1809). Il 9 maggio 1811 Napoleone lo nominò cavaliere dell'Impero. Durante la campagna di Russia del 1812 divenne comandante dello stato maggiore del principe Eugenio di Beauharnais, che lo menzionò nei dispacci per la sua condotta nella battaglia di Borodino il 7 settembre.
La difesa di Glogau gli diede un posto di rilievo nelle file dei napoleonici. Prese parte alle battaglie di Lützen e Bautzen e divenne quindi generale di brigata il 3 giugno 1813. Attaccato dai prussiani resistette, ma venne fatto prigioniero nel 1814 e fu rilasciato solo dopo la caduta dell'Impero.
Tornato in Francia durante l'occupazione del 1815, fu comandante di divisione. Al ritorno di Napoleone durante i Cento giorni venne richiamato in attività, combatté a Ligny e fu ferito a Waterloo il 18 giugno 1815.
Napoleone Bonaparte disse di Durrieu: «Se tutti coloro che sono stati responsabili della difesa del suolo francese fossero stati come Durrieu, il suolo non sarebbe mai stato insultato dallo straniero.»

### Le spedizioni nel Mediterraneo

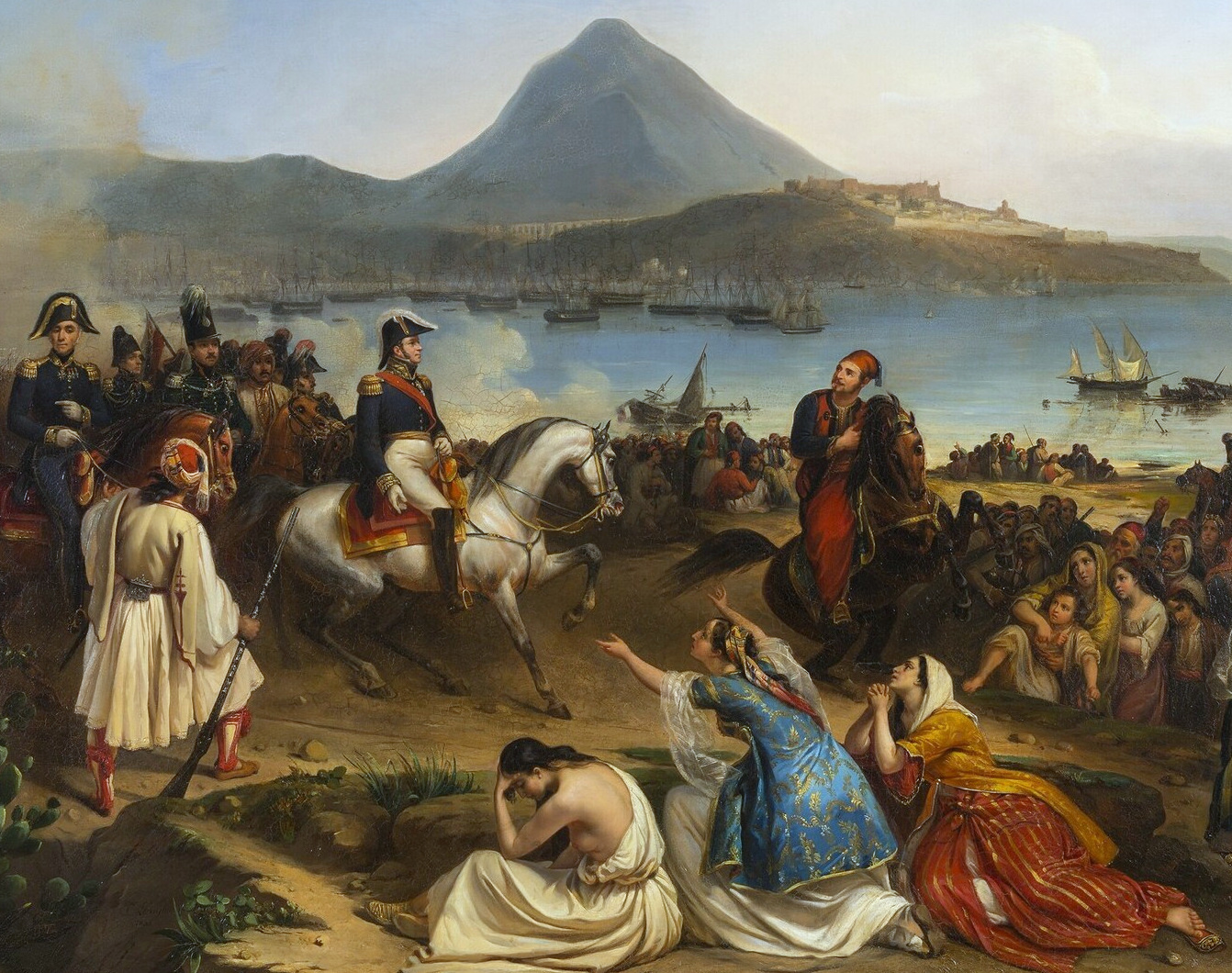
La spedizione di Morea nel 1828 (dipinto di Jean-Charles Langlois)

Richiamato in servizio durante la Restaurazione, nel 1818 venne nominato maresciallo di campo. Prese parte come capo dello stato maggiore alla spedizione di Spagna del 1823 e poi alla Campagna di Morea nel 1828 durante la guerra d'indipendenza greca.
In Grecia, nel Peloponneso, liberò la città di Modone (7 ottobre 1828) e conquistò il Castello di Morea a Patrasso (30 ottobre 1828) togliendolo agli occupanti turco-egiziani di Ibrahim Pascià. Il maresciallo Nicolas Joseph Maison, sotto il quale aveva servito, lasciò con lui la Grecia dopo 8 mesi di combattimenti, il 22 maggio 1829, a missione compiuta. Il 22 febbraio 1829 venne promosso generale di divisione da re Carlo X di Francia e al suo ritorno in Francia venne elevato al rango di barone il 30 giugno 1830.

### Attività parlamentari
Durante la Monarchia di luglio, gli venne affidato il comando della divisione di Ajaccio e ricevette il titolo di ispettore generale di fanteria nel 1833. Candidato del governo, venne eletto deputato per il dipartimento di Landes (distretto di Saint-Sever) alla Camera dei deputati per cinque legislature (dalla 2 alla 6; dal 1834 al 1845). Nominato pari di Francia da re Luigi Filippo il 14 agosto 1845, sedette poi nella Camera dei pari dal 1845 al 1848.
Durante la rivoluzione del 1848, venne pensionato col grado di generale di divisione il 30 maggio, dopo 54 anni di servizio nell'esercito francese. L'11 maggio 1851 fu richiamato dagli elettori del dipartimento di Landes a sostituire l'economista Frédéric Bastiat all'Assemblea, e venne prescelto quale rappresentante del popolo all'Assemblea Nazionale Legislativa della seconda repubblica francese.

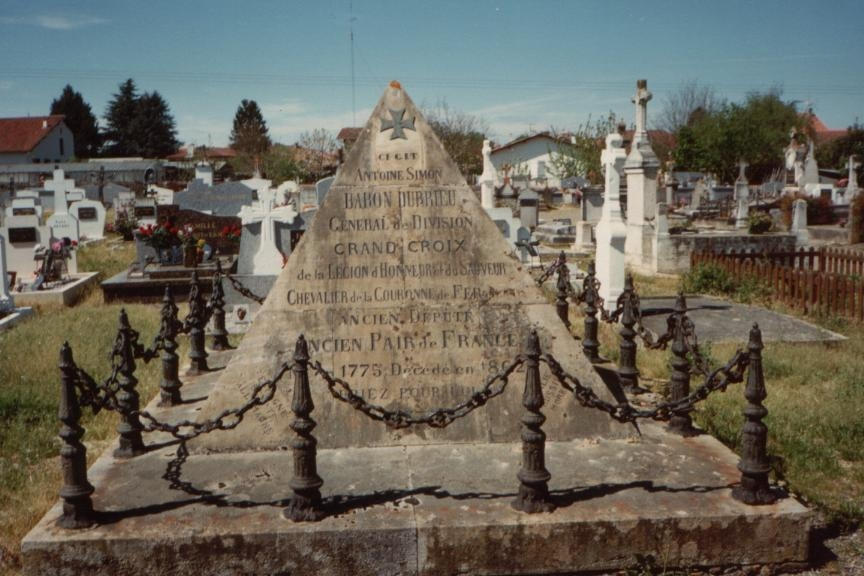
Tomba di Antoine Simon Durrieu, nel cimitero di Saint-Sever (Landes)

Si ritirò a Saint-Sever dove morì nel 1862. La sua tomba, nel cimitero locale, è contraddistinta da una piramide egizia in ricordo della campagna che combatté a fianco di Napoleone nel 1798.